# Serrigny-en-Bresse
Serrigny-en-Bresse är en kommun i departementet Saône-et-Loire i regionen Bourgogne-Franche-Comté i östra Frankrike. Kommunen ligger i kantonen Saint-Germain-du-Bois som tillhör arrondissementet Louhans. År 2022 hade Serrigny-en-Bresse 187 invånare.

## Befolkningsutveckling
Antalet invånare i kommunen Serrigny-en-Bresse
| Referens: INSEE |